# Allergén növények

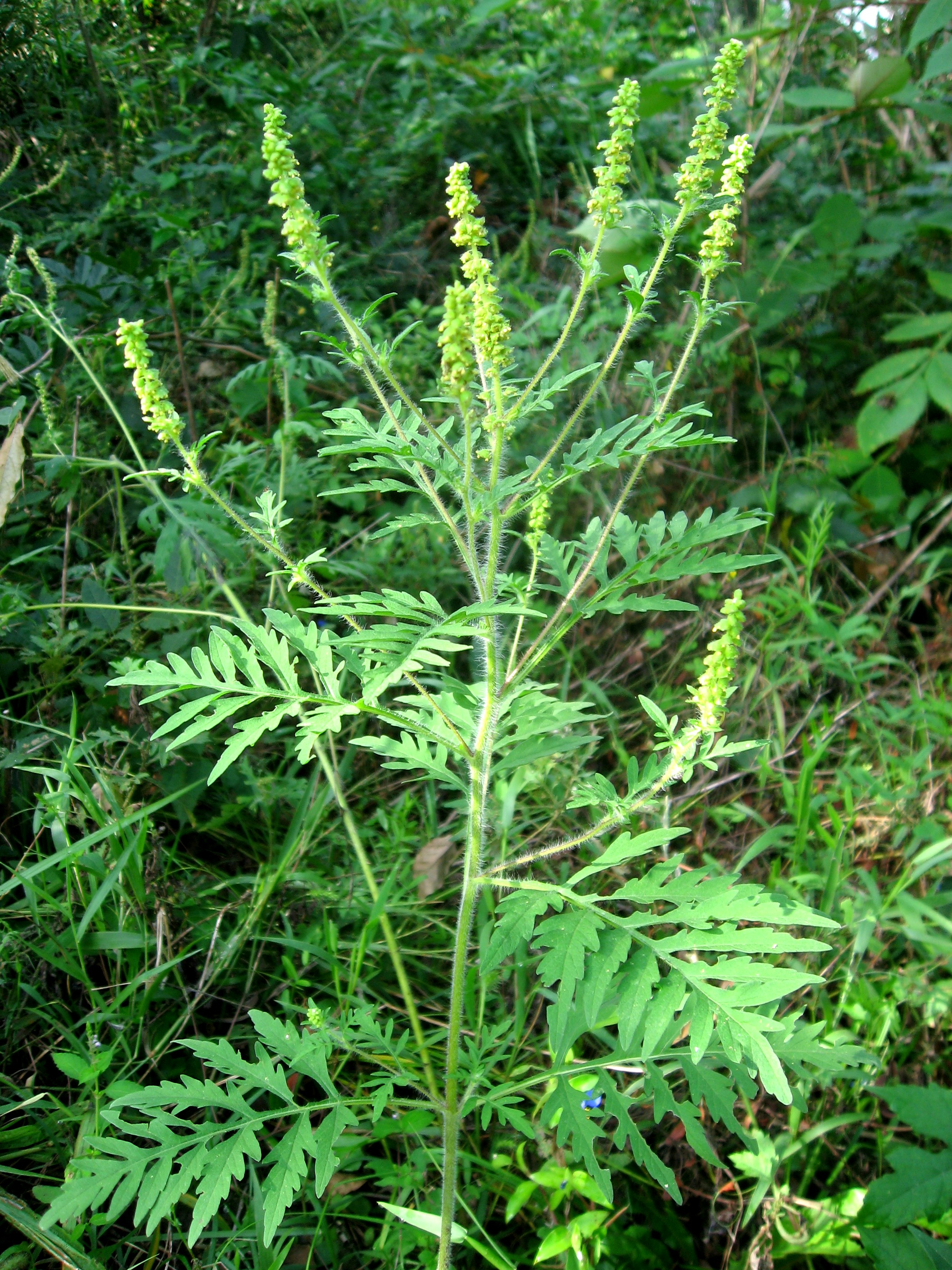
Parlagfű

A Földön közel 300 000 virágos növényfaj ismert, melyek közül azonban csak néhány száz termel allergén pollent. Magyarországon ezek közül azonban csak alig 50-80 faj fordul elő, melyek közül elsősorban azok a növények okoznak allergiát, amelyek sok virágporral rendelkeznek, és virágporukat a levegőbe is juttatják, vagyis szélbeporzásúak és emellett hosszantartóan virágoznak, valamint tömeges elterjedésűek.
Az allergia ellen akkor védekezhetünk igazán hatékonyan, ha a környezetünkben (a településeken és a mezőgazdasági területeken) sikerül elérnünk azt, hogy minél kevesebb allergén növény vegyen körül bennünket. 
Egy-egy növény emberre ható allergiája számos tényezőtől, például a növény érintett részétől, a növénnyel való érintkezés módjától, a dózistól, amelynek a szervezet ki volt téve, a szervezet általános állapotától is függ.

## A leggyakoribb allergén növények
A fák közül (csökkenő sorrendben): ciprusfélék, nyír, éger, kőris,  tölgy, mogyoró, fűz, gyertyán, platán, hárs, olajfa, nyár, gesztenye, bükk, kökény, eperfa, és a Szilfafélék, végül a fenyőfélék, melyek pollentermelők ugyan, de nem allergének.
A lágyszárú növények közül: a perjefélék, réti ecsetpázsit (Alopecurus pratensis), útifű, csenkesz, csillagpázsit (Cynodon dactylon), parlagfű és sóska, csalán.

## Allergiafajták

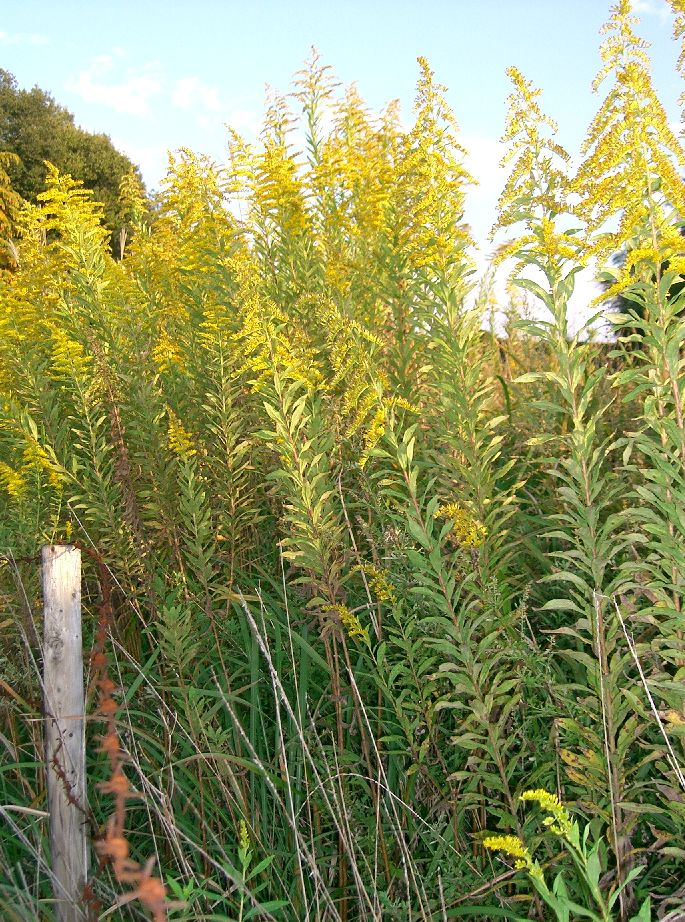
Kanadai aranyvessző

Az arra érzékenyeknél leggyakrabban allergiát kiváltó növények:

### Bőrallergiát okozó növények
- Zellerfélék (Apiaceae): Zeller (Apium graveolens), Pasztinák (Pastinaca sativa), Okra (Abelmoschus esculentus), Erdei angyalgyökér (Apiaceae Angelica), Orvosi angyalgyökér, medvetalp, Szosznovszkij-medvetalp (Heracleum spp),
- Kutyatejfélék: (Apiaceae Euphorbia), (Euphorbia spp), (Euphorbiaceae)
- Mályvafélék (Malvaceae ammi)
- Fügefélék (Ficus carica) közül: (Moraceae Fremontodendron), (Fremontodendron Californicum),
- Szömörcefélék  (Anacardiaceae): Sárga cserszömörce (Cotinus coggyria),
- Százszorszép
- Réti margitvirág (Leucanthemum vulgare)
- Őszirózsafélék (Asteraceae): Parlagfű
- Rutafélék (Rutaceae): Kerti ruta (Ruta graveolens)

### Emésztőrendszeri allergiát okozó növények

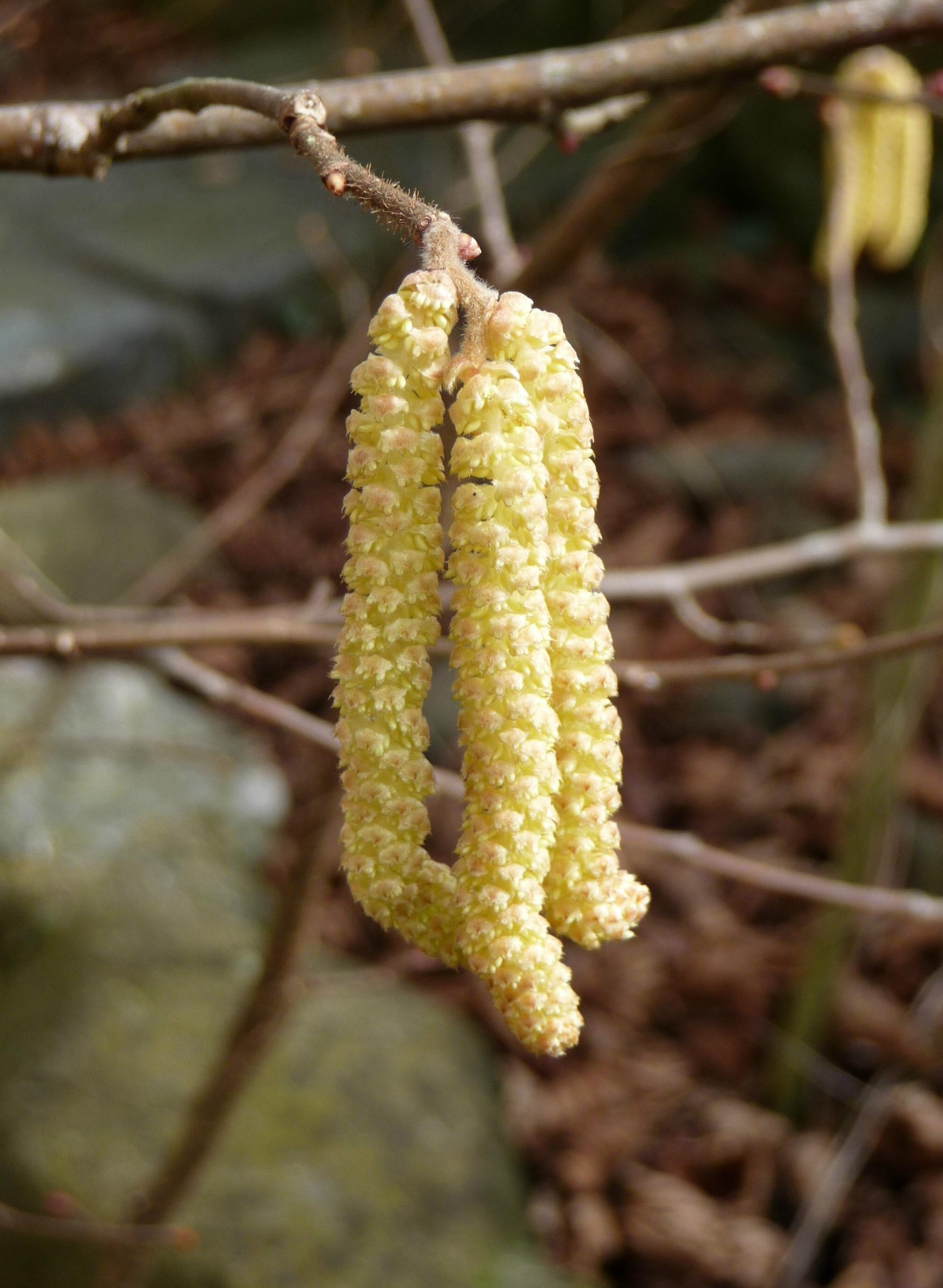
Európai mogyoró virágja

- Kajszibarack (Prunus armeniaca), Rózsafélék (Rosaceae)
- Földimogyoró (Arachis hypogea),
- Pillangósvirágúak (Fabaceae)
- Perjefélék (Poaceae): Zab, Abrakzab (Avena sativa), Búza (Triticum spp)
- Kutyatejfélék (Euphorbia)
- Pillangósvirágúak (Fabaceae): Bab, Lóbab (Vicia faba)
- Rózsafélék: Erdei szamóca, Eper (Fragaria sp.), indiaiszamóca (Potentilla indica)
- Burgonyafélék (Solanaceae): Paradicsom virága, (Lycospermum esculentum)

### Légúti allergiát okozó növények
Számos szélbeporzású (anemofil) faj:
- Tűlevelűek
- Csalánfélék (Urticaceae)
- Libatopformák (Chenopodiaceae)
- Fűzfafélék (Salicaceae)

- Platánfélék (Platanaceae)

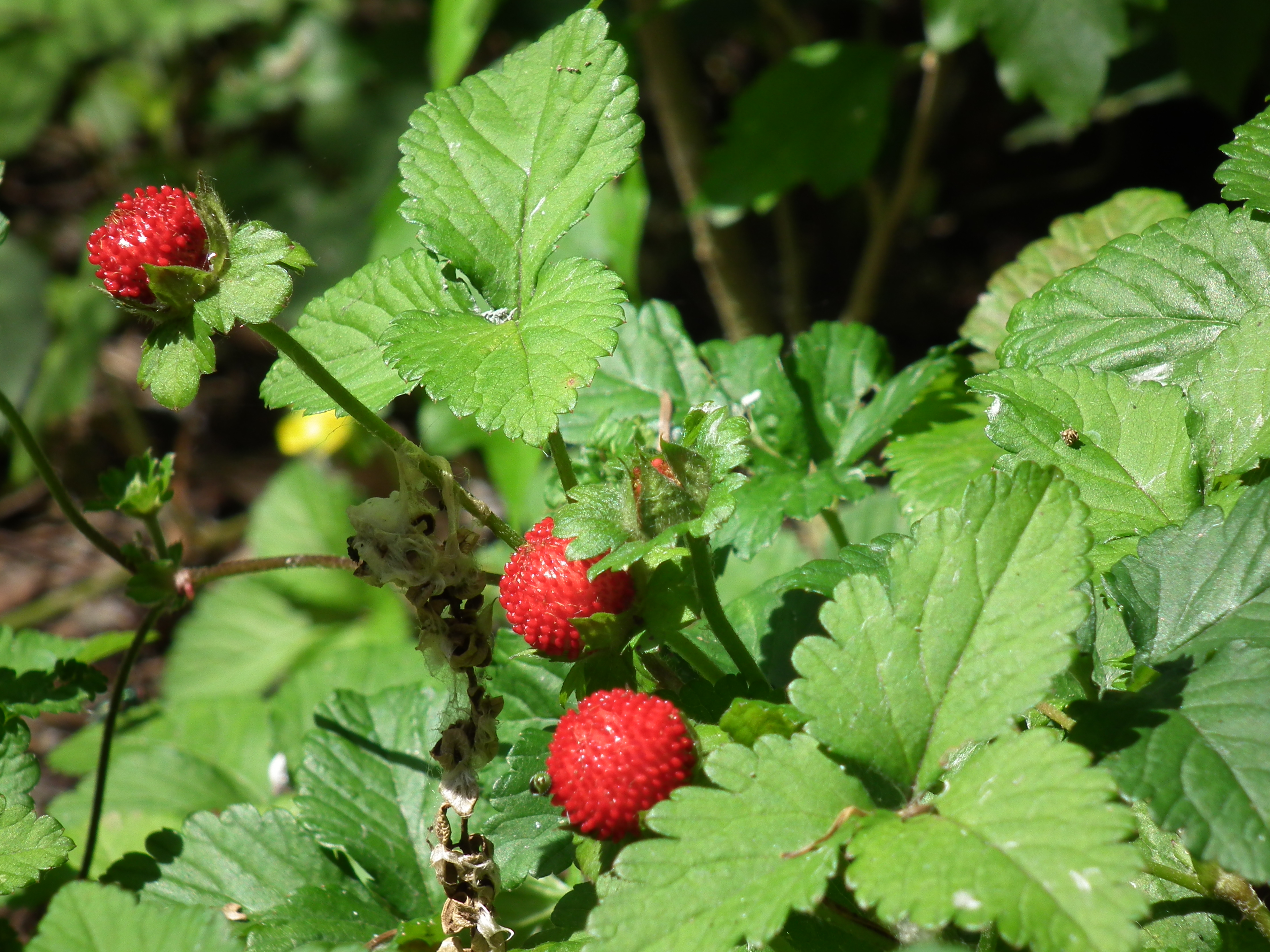
Indiai szamóca

- Őszirózsafélék (Asteraceae): Aranyvessző (Solidago canadensis)
- Perjefélék (Poaceae): Selyemperje
- Disznóparéjfélék (Amaranthaceae)